# Lenart v Slovenskih goricah
Lenart v Slovenskih goricah – miasto w Słowenii, siedziba gminy Lenart. W 2018 roku liczba ludności miasta wynosiła 3191 mieszkańców.